# Východ Saturnu
Východ Saturnu (anglicky „Saturn Rising“) je sci-fi povídka britského spisovatele Arthura C. Clarka z roku 1961.
V angličtině vyšla mj. ve sbírkách The Collected Stories of Arthur C. Clarke (2001) a Tales from Planet Earth (1990).
Povídka se zaměřuje na možnost stavby turistického letoviska na Titanu, měsíci Saturnu, odkud by se návštěvníci mohli kochat nádherným pohledem na planetární prstence. Skutečnost by zřejmě byla jiná - viz Historie povídky.
Je možné, že vydání povídky pro sbírku Tales from Planet Earth (1990) má mírně upravený konec. V prologu autor zmiňuje svůj omyl ohledně východu Saturnu z povrchu Titanu díky vázané rotaci měsíce vzhledem k planetě (viz Historie povídky). Proto by planeta nikdy nezapadala na obloze svého měsíce Titanu. Autor doslova uvádí:
„Ještě jeden omyl jsem tehdy mohl opravit... Saturn, z povrchu Titanu byste nikdy neviděli vycházet... Ale to není problém - postavíme prostě náš hotel na oběžné dráze, což je stejně lepší nápad. Z Titanu by byly prstence pořád vidět hranou, takže by z nich byl vidět jen tenký pruh světla. Jejich plná krása se dá obdivovat jen ze šikmé oběžné dráhy.“ 
Z těchto slov je možné odvodit domněnku, že původní povídka končí výstavbou turistického centra na povrchu Titanu, kdežto závěr nové verze je situován na jeho oběžnou dráhu.

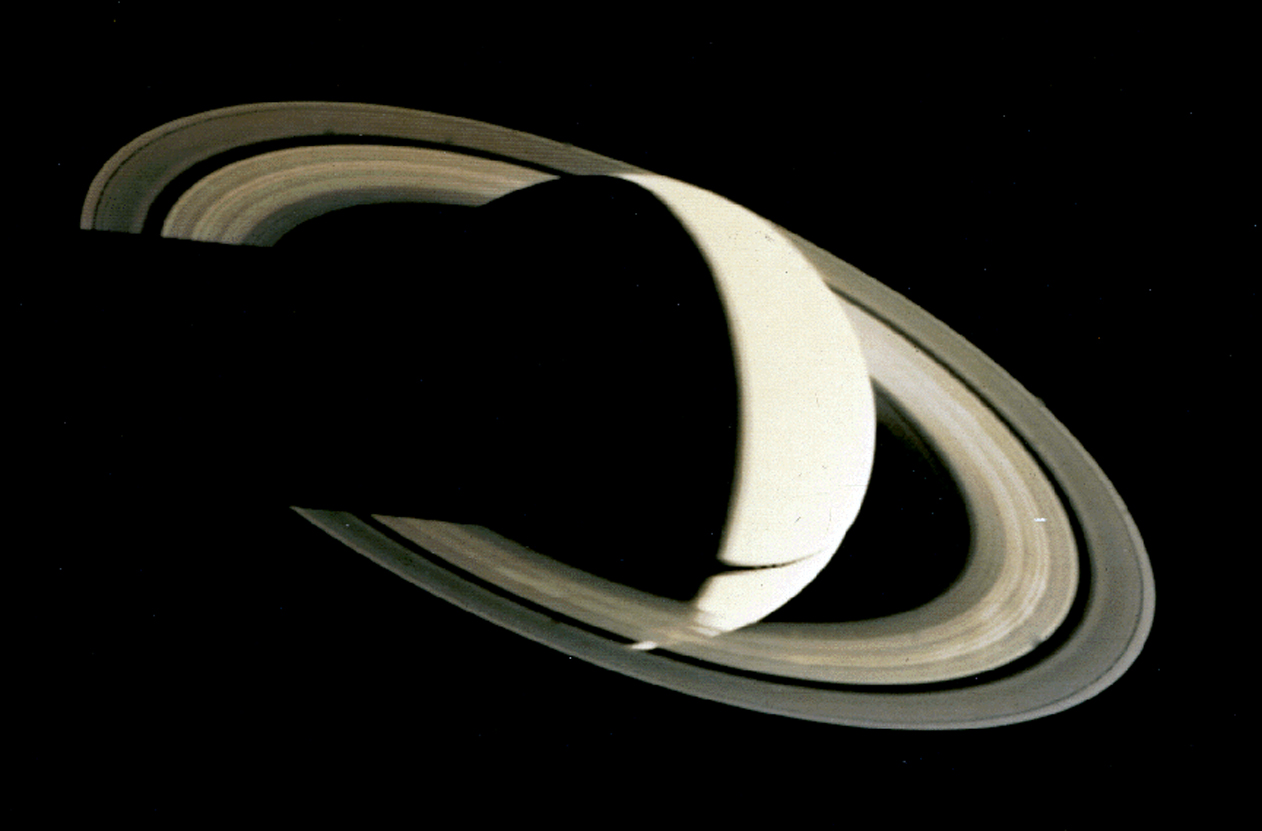
Snímek planety Saturn ze vzdálenosti 5 300 000 km pořízený sondou Voyager 1.

## Historie povídky
Touto povídkou si Arthur Charles Clarke zavzpomínal na dobu, kdy poprvé spatřil prstence Saturnu. Během prvních měsíců druhé světové války byl spolu s kolegy z Královského oddělení financí a auditu evakuován do Colwyn Bay v severním Walesu a koupil si od jistého námořního kadeta staromódní otlučený teleskop. Clarke odstranil vnitřní kovovou trubku, která se zasouvala do druhé a nahradil ji jedinou čočkou s krátkým ohniskem, čímž dosáhl výrazného znásobení zvětšení. Tímto podomácky vylepšeným přístrojem poprvé sledoval Saturn a jeho prstence a stejně jako mnoho pozorovatelů před ním byl unesen nádhernou podívanou.
Povídka během následujících let pod vlivem nových vědeckých objevů zastarala. Především je dnes zřejmé, že atmosféra Titanu není z velké části z metanu, ale z dusíku (to také odrovnalo hlavní ideu Clarkova románu Impérium, jehož děj je situován právě na měsíc Titan). Dalším omylem je, že pokud by bylo možné pozorovat Saturn z povrchu Titanu (což by mlhavá atmosféra zřejmě znemožňovala), nikdy by nebyl vidět východ planety. Titan má totiž vázanou rotaci k Saturnu podobně jako Měsíc k Zemi, tudíž se natáčí k planetě stále stejnou stranou. Z toho plyne, že Saturn by byl na Titanově obloze vždy, nikdy by nezapadl, stejně jako Země na obloze měsíční.

## Příběh

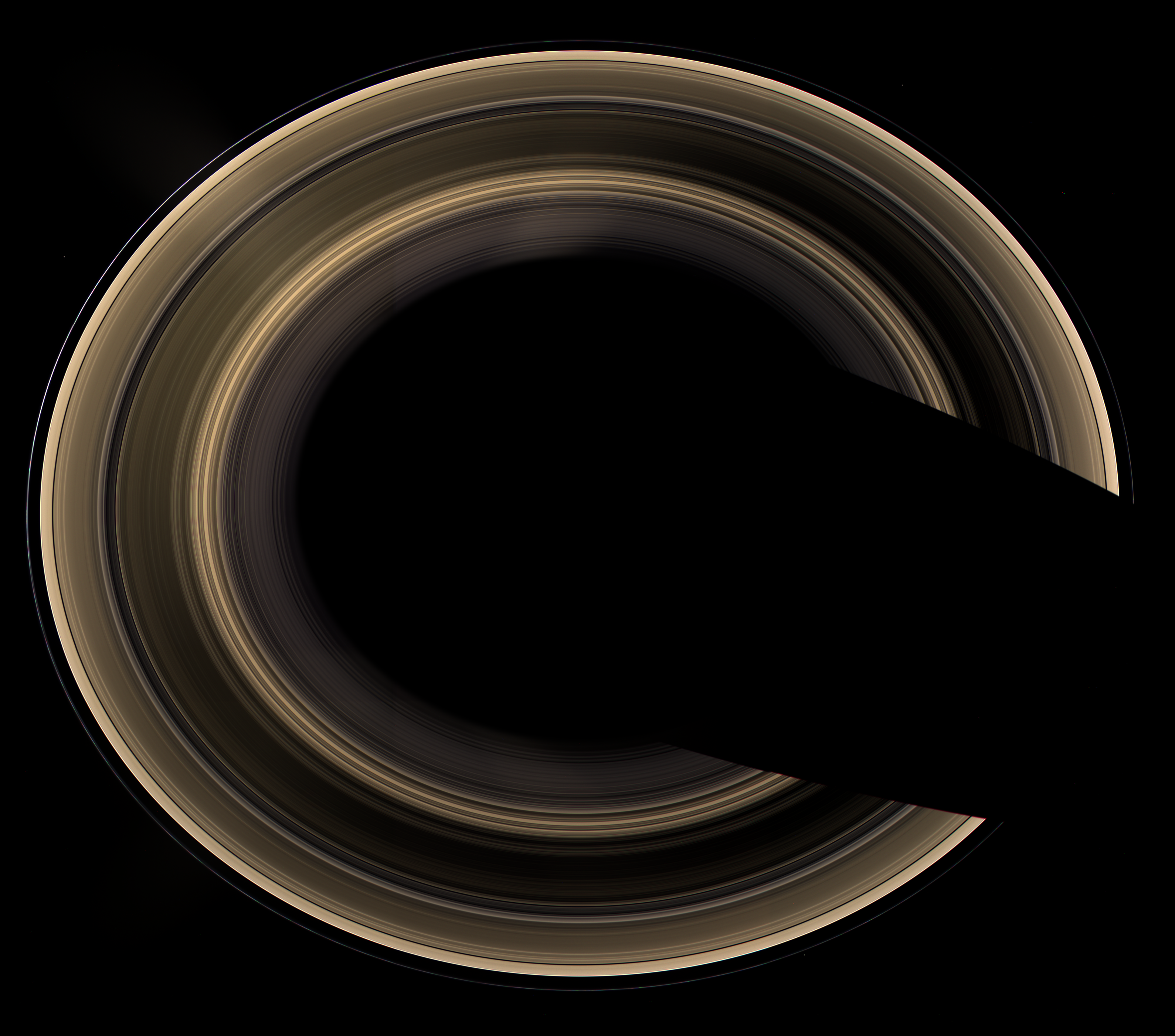
Prstence planety Saturn - snímek pořízený sondou Cassini. Planeta je zatmavena pro zvýraznění prstenců.

Nejmenovaný vypravěč vzpomíná na setkání s Morrisem Perlmanem v době, kdy mu bylo (vypravěči) dvacet osm let. Pan Perlman byl na jeho přednášce a setkal se s ním u snídaně v hotelu. Konverzaci zahájí vzpomínkou na mládí, kdy si podomácku sestaví teleskop a s jeho pomocí poprvé spatří Saturnovy prstence.
Vypravěč příběhu, známý kosmonaut-vědec, jenž přivezl z výpravy nové fotografie Saturnu, je zaujat životním příběhem pana Pearlmana. Ten mu sdělí, že se mu díky fotografiím připomněla hezká vzpomínka. Předá vědci svou vizitku a rozloučí se. Vypravěč se dozví, že pan Perlman je velmi zámožný podnikatel a vlastní celou řadu luxusních hotelů.
Další setkání s Morrisem Perlmanem se uskuteční po pěti letech, během nichž se vypravěč zúčastnil další výpravy, tentokrát na Titan a k Saturnovým prstencům.
U večeře probírají misi, účastník kosmické výpravy popisuje vlastní zážitky a po skončení menší přednášky se Perlman otáže, která oběžnice by podle něj byla nejvhodnější pro turistické středisko. Vypravěč je otázkou překvapen, tvrdí, že do prostoru kolem Saturnu budou dlouho létat pouze vědci a piloti kosmických lodí, ale podnikatel se nechce vzdát své představy a podpoří ji řadou argumentů. Vypravěč se tedy vážně zamyslí nad tématem a navrhne Titan.
Po patnácti letech se oba muži opět sejdou. Okolnosti se změnily. Světlo světa spatřil nový kosmický pohon a Perlman má pro kosmonauta práci. Chce jej jako velitele vesmírného hotelu na oběžné dráze Titanu. Vypravěč nabídku přijímá.
| „                                   | A podívejte se na jižní pól; poprvé ho bylo dosaženo v době, kdy můj otec byl kluk - ale po celý váš život tam už stojí hotel. Teď to všechno začíná odznova. Vy vidíte jen problémy a potíže, protože jste k nim příliš blízko. Ať jsou jakékoli, lidé je překonají jako v minulosti vždycky. | “ |
| — Arthur C. Clarke - Východ Saturnu | |   |

## Poznámky

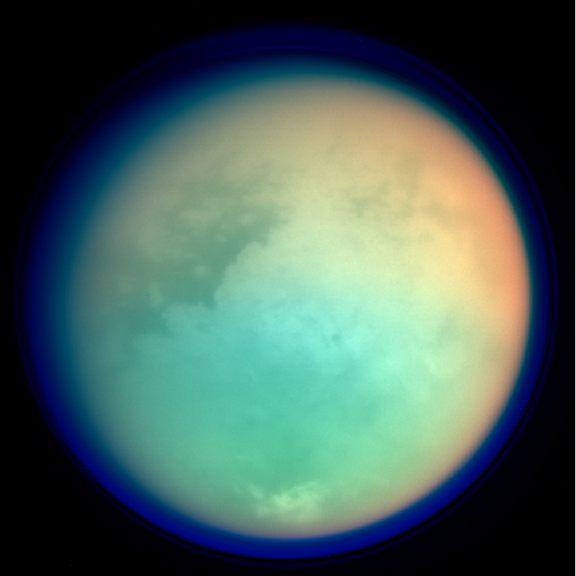
Titan v „nepravých“ barvách. Snímkován sondou Cassini v ultrafialovém a infračerveném spektru.